# П-913 «Зета»
| П-913 «Зета»                                         | П-913 «Зета»                                    | П-913 «Зета»                                    |
| ---------------------------------------------------- | ----------------------------------------------- | ----------------------------------------------- |
| П-913 «Зета» P-913 «Zeta»                            |                                                 |                                                 |
|                                                      |                                                 |                                                 |
| П-913 «Зета» в музеї «Park vojaške zgodovine», Півка |                                                 |                                                 |
| Під прапором                                         | Югославія                                       | Югославія                                       |
| Спуск на воду                                        | 1985 рік                                        | 1985 рік                                        |
| Виведений зі складу флоту                            | 2005 рік                                        | 2005 рік                                        |
| Сучасний статус                                      | Експонат музею «Park vojaške zgodovine» в Півці | Експонат музею «Park vojaške zgodovine» в Півці |
| Проєкт                                               |                                                 |                                                 |
| Основні характеристики                               |                                                 |                                                 |
| Швидкість (надводна)                                 | 7 вузлів                                        | 7 вузлів                                        |
| Швидкість (підводна)                                 | 8 вузлів                                        | 8 вузлів                                        |
| Гранична глибина занурення                           | 120 м                                           | 120 м                                           |
| Автономність плавання                                | 250 миль (на 3 вузлах)                          | 250 миль (на 3 вузлах)                          |
| Екіпаж                                               | 4 моряки та 6 диверсантів                       | 4 моряки та 6 диверсантів                       |
| Розміри                                              |                                                 |                                                 |
| Довжина найбільша (по КВЛ)                           | 18,82 м                                         | 18,82 м                                         |
| Ширина корпусу найб.                                 | 2,4 м                                           | 2,4 м                                           |
| Водотоннажність надводна                             | 76,1 т                                          | 76,1 т                                          |
| Озброєння                                            |                                                 |                                                 |
| Торпедно- мінне озброєння                            | 4 донні міни                                    | 4 донні міни                                    |

П-913 «Зета» (серб. П-913 «Зета», хорв. P-913 «Zeta») — надмалий підводний човен ВМС Югославії 1980—2000-х років однойменного типу. За післявоєнною традицією, названий на честь ріки Зета в Чорногорії

## Історія служби
Підводний човен «Зета» був збудований у 1985 році на верфі «Brodogradilište specijalnih objekata» у Спліті. Ніс службу у складі ВМС Югославії.
Виключений зі складу флоту у 2005 році.
Після розпаду Югославії у 2006 році човен відійшов під юрисдикцію Чорногорії. У 2011 році переданий музею «Park vojaške zgodovine» в Півці.